# Streptanthus bernardinus
Streptanthus bernardinus – gatunek rośliny rośliny jednorocznej z rodziny kapustowatych (Brassicaceae). Występuje w Kalifornii.

## Systematyka
Pozycja systematyczna
Gatunek klasyfikowany był jako Agianthus jacobaeus w monotypowym rodzaju Agianthus.